# Convento de Santa Clara do Desterro
O Convento de Santa Clara do Desterro é o mais antigo convento feminino do Brasil. Foi fundado em 1677, em Salvador, capital da Bahia, por freiras clarissas vindas do Convento de Évora, em Portugal, e encontra-se localizado no Bairro do Desterro, a poucos metros da estação de metrô do Campo da Pólvora e da famosa Igreja do Santíssimo Sacramento e Sant'Ana.

## História
Antes da sua fundação, as jovens nascidas na Colônia, destinadas à vida religiosa por sua opção ou por decisão familiar, eram obrigadas a ingressar em mosteiros portugueses. Numa época de crise para os senhores de engenho, com a concorrência do açúcar do Caribe, era difícil assumir as despesas necessárias para enviá-las a Portugal. Além disso, a viagem era perigosa, levando-se em consideração o assalto de piratas e os perigos de naufrágio. A Câmara de Salvador e famílias nobres empenharam-se então para que um mosteiro feminino fosse fundado no Brasil. O pedido foi feito à Coroa portuguesa em 1664.
Depois de inúmeras vicissitudes históricas, somente em 1677, no dia 29 de abril, chegaram a Salvador quatro Clarissas Urbanistas do Mosteiro de Évora que tiveram ainda de permanecer a bordo no navio por alguns dias até a conclusão das obras do muro do primitivo convento.
O prédio atual teve sua construção iniciada em 1681, em local onde havia uma pequena igreja e o Hospício do Desterro, então com 5 ou 6 celas, porém as obras somente foram concluídas em 1726. O campanário foi uma das últimas partes a ser finalizada. Possuía o mais alto mirante da cidade quando foi construído e de onde se podia avistar parte da praia da Barra. Em 1704, oitenta religiosas já faziam parte do Convento. Quatro décadas mais tarde, este número já tinha aumentado para cento e dois e além das religiosas, o Convento também contava com vinte e oito servas da comunidade e cento e quarenta escravas. E até o ano de 1744, quando foi fundado o Convento da Lapa, o Convento do Desterro era o único mosteiro feminino reconhecido na Colônia.

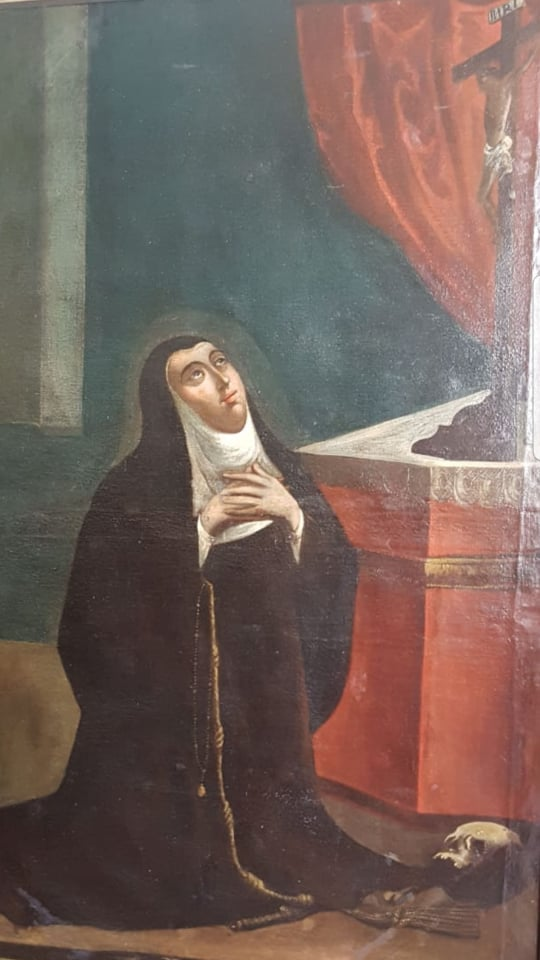
Serva de Deus Vitória da Encarnação (Vitória Bixarxe) - Religiosa brasileira em processo de canonização

Tornou-se muito famoso por ter sido o local onde viveu, morreu e foi sepultada a Madre Vitória da Encarnação, muito conhecida pelos seus dons extraordinários e falecida em 1715 com fama de santidade. Nele também viveram outras duas monjas com fama de santas, a Madre Maria da Soledade, falecida em 1719, e a Madre Margarida da Coluna, falecida em 1743. Ambas, assim como a Madre Vitória, tiveram suas biografias transcritas no “Novo orbe seráfico brasílico ou Crônica dos frades menores da província do Brasil”, obra de Frei Antônio de Santa Maria Jaboatão. Essas três religiosas baianas entraram para o convento na mesma época, em intervalos de dois e três meses entre uma e outra, e foram companheiras nos exercícios da penitência e oração. São chamadas de "as Três santas do Desterro".
Falando da Madre Maria da Soledade, escreveu Frei Jaboatão:
A saudosa e veneranda recordação da Madre Victoria, se segue a da Religioza, e também veneranda Soror Maria da Soledade, companheira sua nos exercícios da 
virtude e exemplar da vida.
E sobre a Madre Margarida da Coluna:
Foi companheira nas penitências da Madre Victória, e em velarem toda a noite, e dia no coro nas mais devoções, e as ficou continuando depois de morta a companheira.
E ainda:
Nestes santos exercícios por morte da Madre Victória, ficou continuando com a Madre Maria da Soledade, que todas três floreceram ao mesmo tempo, ficando por morte da Madre Victoria as duas companheiras a Madre Maria da Soledade, e a Madre Margarida da Coluna.
O “Novo orbe seráfico brasílico” cita ainda outras veneráveis religiosas do Convento do Desterro com provável fama de santidade e os corpos de algumas delas, por ocasião da exumação, teriam sido encontrados incorruptos (conforme a tradição popular), contudo a Madre Vitória da Encarnação é a mais célebre delas, seguida por suas duas companheiras na penitência e oração.
Também conforme Frei Jaboatão, do Convento do Desterro saíram as fundadoras do Convento da Lapa, também em Salvador e do Convento da Ajuda no Rio de Janeiro. Sobre o primeiro, escreve:
Em 7 de setembro de 1744, sairam deste mosteiro (do Desterro) para fundadoras do de Nossa Senhora da Lapa, nesta mesma cidade, a Madre Maria Caetana da Assumpção por abadessa, e a Madre Jozefa Clara de Jesus, por vigária e mestra; esta ficando ali incorporada por Breve Apostólico, e a outra voltou outra vez para o seu mosteiro em 10 de dezembro de 1750.
E ainda sobre a fundação do primeiro mosteiro de religiosas no Rio de Janeiro, prossegue:
Para fundadoras do Convento de N. S. da Conceição da Ajuda, na cidade do Rio de Janeiro saíram deste, em dia do Patrocinio de N. S. do ano de 1748, quatro religiosas e por abadessa a Madre Leonor Maria do Nascimento, e passados ali alguns treze anos se recolheram todas a este em quarta-feira de trevas de 1761.
No Convento é preservada a cela onde Madre Vitória da Encarnação faleceu e lá está um crânio em uma caixa envidraçada, não se sabe se seria dela ou de seu pai.

## Arquitetura

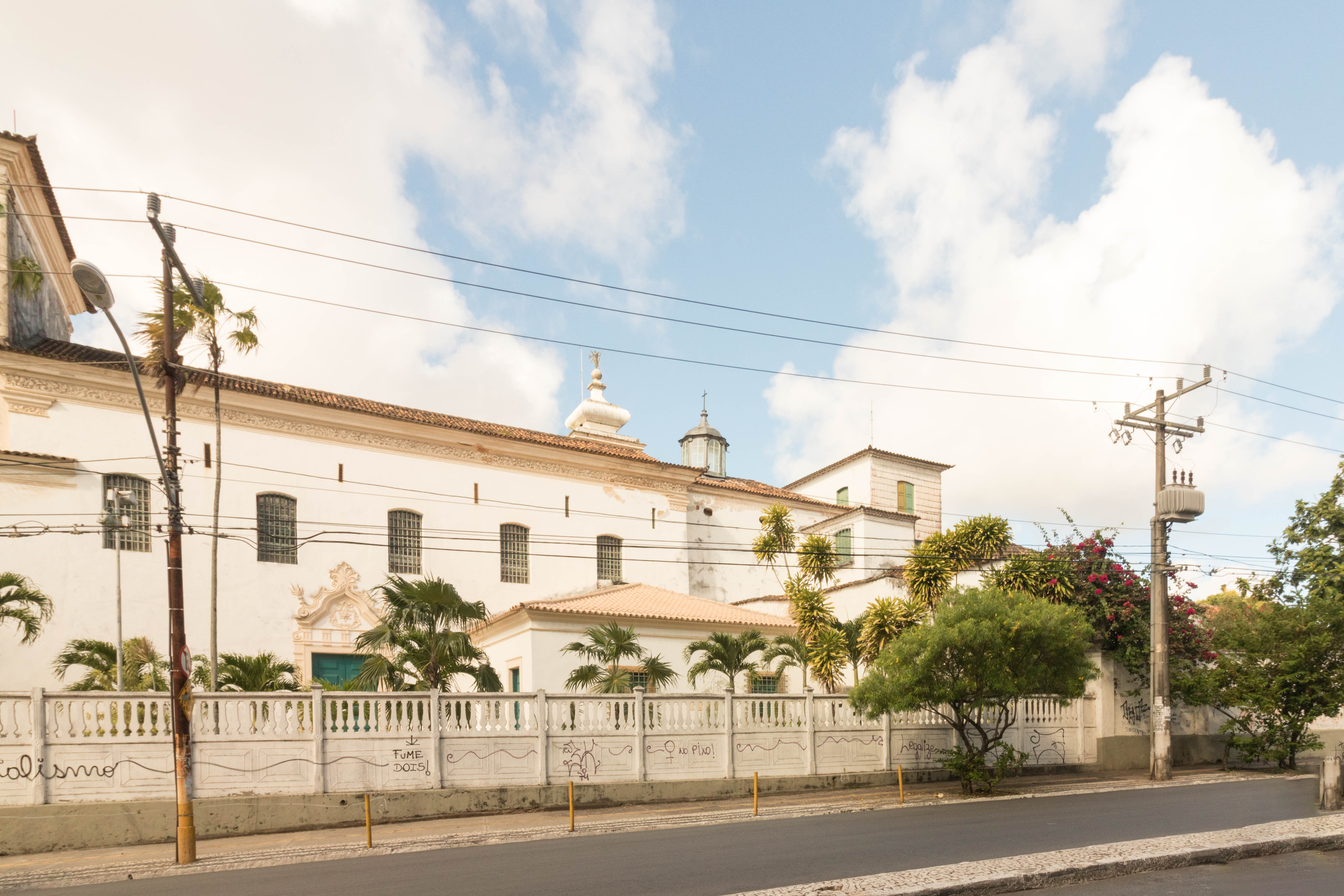
Vista lateral

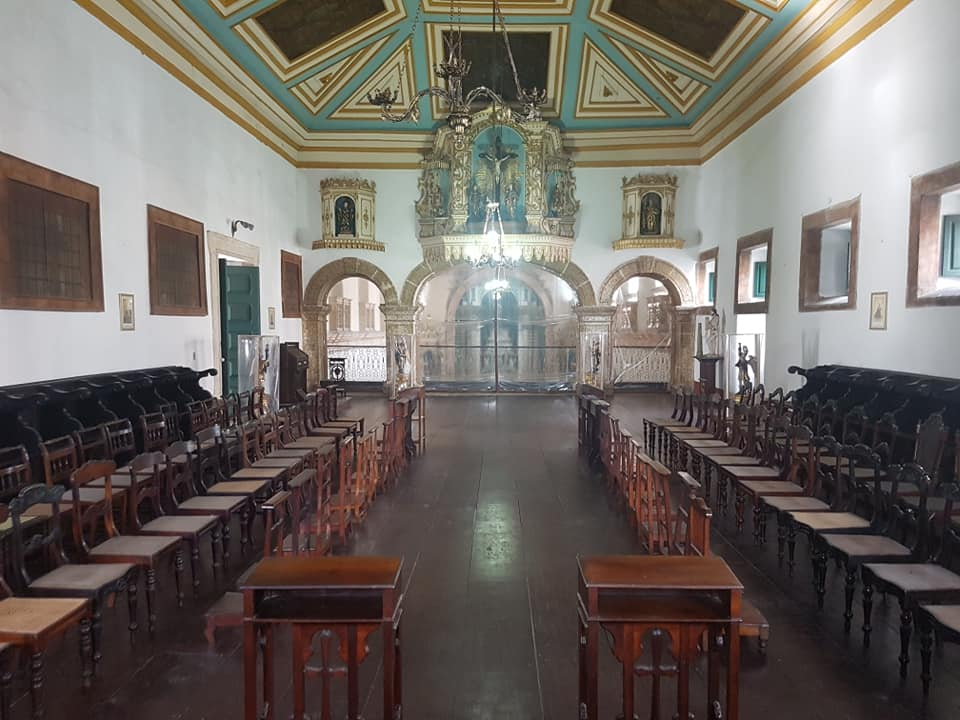
Interior do coro

A construção do Convento ficou sob a responsabilidade do engenheiro e mestre de obras do Senado, Francisco Pinheiro, enquanto o primeiro entalhador escolhido para a Igreja foi Antônio Dias Cabasso. O convento das Clarissas desenvolve-se em torno de dois claustros, inserindo-se a igreja num dos seus lados. A composição arquitetônica é realçada pela torre da primeira metade do século XVIII, com terminação bulbosa, situada no corpo que divide os claustros e ainda, pelo mirante que aí é empregado pela primeira vez na Bahia.
Possui um parlatório, que era a sala onde a família e amigos conversavam com as freiras através de uma janelinha gradeada, permitindo que elas continuassem com a clausura. Caso quisesse entregar algo para a freira, por exemplo um presente, isso era feito através de uma roda localizada ao lado da janelinha. Também possui duas capelas, a Capela do Senhor Morto (também referenciado como Capela do Senhor dos Passos ou Capela do Santíssimo Crucifixo dos Passos) e a Capela Interna (também conhecida como Capela do Noviciado ou Capela de Santa Clara).
A igreja, inserida volumetricamente no retângulo da composição, possui nave única, capela-mor, "coro baixo" e "coro alto" e acesso lateral, com decoração neoclássica, fruto das reformas do século XIX.
No primeiro andar do convento, encontra-se a capela do Santíssimo Crucifixo dos Passos, com altar e retábulos oitocentistas. O convento possui grande quantidade de alfaias, objetos de prata e mobiliário dos séculos XVIII e XIX.

## Licor
As Irmãs Clarissas não ficaram por muito tempo no Convento, porém as Irmãs Franciscanas sim. E estas últimas aprenderam com as Clarissas a fabricar licores, muito procurados no período do São João. Este hábito veio de Portugal junto as Irmãs Clarissas e estão à disposição vinte e três diferentes sabores na Confeitaria São José, como é conhecida a lojinha do Convento.